# Wunderteam
Wunderteam ist eine Bezeichnung für die österreichische Fußballnationalmannschaft der Jahre 1931 bis 1933, die vor allem mit hohen Siegen über europäische Spitzenmannschaften für Aufsehen sorgte. Das Wunderteam blieb in 12 Spielen in Folge ungeschlagen; wenn man die beiden Spiele vor der „Geburtsstunde“ des Wunderteams gegen die Tschechoslowakei und Ungarn noch dazu rechnet, blieb das österreichische Nationalteam sogar 14 Spiele in Folge ungeschlagen. Der Name taucht erstmals in den Schlagzeilen der deutschen Presse 1931 auf, die über die 0:6-Niederlage der deutschen Nationalmannschaft in Berlin gegen Österreich berichtete.

## Die Geburtsstunde

### Spiel gegen Schottland
Als Geburtsstunde des Wunderteams wird das Spiel gegen Schottland bezeichnet. Schottland galt gemeinsam mit England als das Mutterland des Fußballs und war auf dem europäischen Festland noch ungeschlagen. Bereits die Tatsache, dass Österreich gegen Schottland spielen durfte, wurde als Ehre betrachtet, zumal insbesondere der schottische Fußball in Österreich sehr viele Anhänger hatte. Man übernahm das schottische 2-3-5-System für die eigene Mannschaft und versuchte, auch die schottische Spielweise mit kurzen flachen Pässen zu praktizieren. Die österreichische Nationalmannschaft wurde vor dem Spiel komplett umbesetzt und spielte teilweise mit Debütanten. Das erste Spiel der neu gebildeten, ausnahmslos mit Spielern aus Wiener Vereinen zusammengesetzten Nationalmannschaft gewannen die Österreicher vollkommen überraschend mit 5:0 gegen die favorisierten Schotten auf der Hohen Warte vor 37.000 Zuschauern am 16. Mai 1931. Dies war der Beginn des erfolgreichsten Siegeszuges in der Geschichte der österreichischen Nationalmannschaft.

### Vorgeschichte
Über die Entstehung des Wunderteams mit seiner Aufstellung, die noch heute die meisten fußballinteressierten Österreicher kennen, gibt es zahlreiche Geschichten. Der Verbandskapitän Hugo Meisl stand unter dem Druck der Fans, Journalisten und Sportfachleute, die eine Umbesetzung der Nationalmannschaft, insbesondere den Einsatz von Matthias Sindelar, vehement forderten. Matthias Sindelar flog am 7. Jänner 1929 nach einer 0:5-Niederlage in einem Freundschaftsspiel gegen eine Süddeutsche Auswahl aus der Mannschaft. Das österreichische Team versuchte damals ihr „Scheiberlspiel“ (schnelle, kurze trickreiche Kombinationen mit „Wiener Schmäh“) auf dem schneebedeckten Boden durchzuführen, verdribbelte sich aber ein um das andere Mal. Sindelar meinte den Grund für die Niederlage zu kennen: Man hätte eben noch mehr „scheiberln“ müssen, eine Antwort, die dem tobenden Hugo Meisl sehr missfiel.

### Das Schmieranskiteam
Bei einer verbalen Auseinandersetzung im Wiener Ring-Café am Stubenring gab Meisl schließlich den anwesenden Sportjournalisten nach und warf ihnen mit den Worten „Da habt’s euer Schmieranskiteam!“ einen Zettel mit der von ihnen gewünschten Aufstellung für das kommende Schottland-Spiel hin. Diese bis heute nicht hundertprozentig nachprüfbare Anekdote trug wesentlich zur Legendenbildung rund um das Wunderteam bei. Für die anstehende Partie kehrte Sindelar zurück auf die Position des Mittelstürmers, Friedrich Gschweidl spielte als Rechtsverbinder. Ihm zugestellt als rechten Flügelpartner wurde Karl Zischek, der noch nie im Nationalteam gestanden hatte. Das linke Flügelpaar bildeten Anton Schall und Adolf Vogl. Beide spielten gemeinsam bei der Admira, wobei der junge Vogl seinen ersten Teameinsatz machte und bis dato bei den Admiranern nur fallweise zum Einsatz gekommen war. Im Tor durfte Rudi Hiden anstatt des routinierteren Friedrich Franzl spielen. Im Spiel gegen Schottland konnte sich der Tormann durch mehrere Paraden auszeichnen und die Sturmreihe durch zahlreiche Kombinationen glänzen.

### Europameister

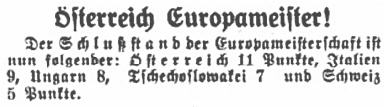
Schlagzeilen der österreichischen Tagespresse 1932